# 5. zongoraverseny (Beethoven)
Ludwig van Beethoven op. 73., No. 5., Esz-dúr zongoraversenye az angolszász világban a Császár koncert   (The Emperor Concerto) melléknevet viseli. 

## Keletkezése-története
Beethoven Császár koncert melléknéven ismert, op. 73. Esz-dúr zongoraversenyét 1809 és 1811 közötti években Bécsben írta. A művet barátjának, tanítványának és patrónusának Habsburg–Lotaringiai Rudolf olmützi hercegérseknek ajánlotta.  A zongoraverseny bemutatója 1811. november 28.-án a lipcsei Gewandhausban volt, Friedrich Schneider zongoraszólójával. Bécsben, 1812-ben egy másik Beethoven tanítvány, Carl Czerny mutatta be a művet.
A koncert mellékneve (Császár koncert) nem Beethoventől, hanem a mű angol kiadójától Johann Baptist Cramertől származik.

## Hangszerelés
A mű hangszerelése értelmében zongora, 2 fuvola, 2 oboa, 2 fagott, 2 klarinét, 2 kürt, 2 trombita, üstdob, vonósok alkotják az előadói kört.

## Tételek

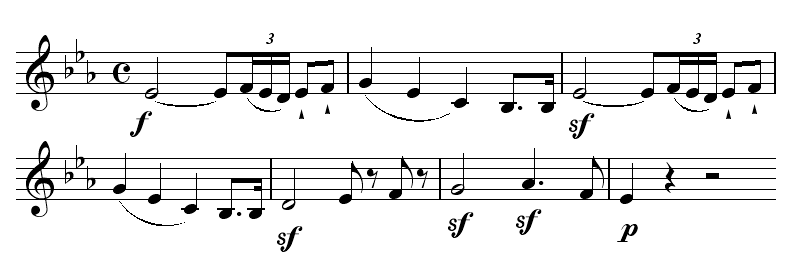
Az első tétel főtémája

A mű 3 tételes.

### I. Allegro
A mű nemcsak hangnemét és katonás jellegét figyelembe véve közeli rokona az Eroica szimfóniának, hanem méreteiben, különösen első tételének monumentális arányaiban. Az első tétel indulószerű témája, forradalmi hevülete is rokon a 3. szimfóniával.
A legelső ütemekben meglepi a hallgatót a szerző: szokatlan, hogy a mű szóló kadenciával kezdődik, mivel a kadenciát általában, mintegy a mű összefoglalását a darab végére szokták elhelyezni a szerzők. I.tétel?*

### II. Adagio un poco mosso
A második tétel korálszerű, áhítatos éneke először a vonósokon hangzik fel, melyet időnként megerősítenek a fuvolák, klarinétok és a fagott. A szóló hangszer belépése fantáziaszerű, a koráldallamot csak a tétel közepén egyszer szólaltatja meg. A tétel végén ismét a zongora önfeledt rögtönzése hallható pianissimóban, egy hármashangzatból töredezetten próbálgatja a záró rondó témáját, amelynek az következménye, hogy a harmadik tétel szervesen kapcsolódik a lassú tételhez. II.tétel?*

### III. Rondo Allegro

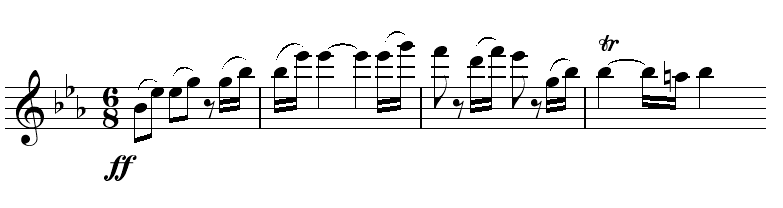
A harmadik tétel főtémája

A záró tételből diadalmas jókedv, kirobbanó temperamentum árad mindvégig. A befejezés előtt egy újabb Beethoven ötlet: sejtelmes üstdob-ritmus dobbanások felett vesz búcsút a zongora, majd viharzóan gyors unisono-skálamenetekkel cseng ki a szóló hangszer.
 III.tétel?*

## Külső hivatkozások
- https://web.archive.org/web/20130624040227/http://www.lvbeethoven.com/Cedes/TheCds_PianoConcertosComplete.html
- Beethoven's Fifth Piano Concerto Analysis and description of Beethoven's Fifth Emperor Piano Concerto
- BBC Discovering Music – analysis (RealAudio, 29 minutes)
- Piano Concerto No. 5 sheet music[halott link] at Musopen

## Fordítás
Ez a szócikk részben vagy egészben a Piano Concerto No. 5 (Beethoven) című angol Wikipédia-szócikk ezen változatának fordításán alapul.  Az eredeti cikk szerkesztőit annak laptörténete sorolja fel. Ez a jelzés csupán a megfogalmazás eredetét és a szerzői jogokat jelzi, nem szolgál a cikkben szereplő információk forrásmegjelöléseként.

### Kiemelkedő lemezfelvételek
- 1927 március Ignaz Friedman New Queen's Hall Zenekar-Henry Wood vezényletével
- 1920 tájékán - Wilhelm Backhaus készített felvételt.
- 1930 tájékán - Artur Schnabel felvétele - Londoni Szimfonikus Zenekar-Sir Malcolm Sargent közreműködésével.
- Edwin Fischer- Karl Böhm vezényletével 1939-ben és Wilhelm Furtwängler dirigálásával 1951-ben készízezz lemezt.
- 1940. május 12. - Josef Hoffmann felvétele a Chicago Szimfonikus Zenekar és Hans Lange szereplésével.
- Arthur Rubinstein 3 felvétele ismert Josef Krips, Erich Leinsdorf és Daniel Barenboim vezényletével.
- 1944-ben Walter Gieseking és Artur Rother sztereó magnetofon felvételeket készített a Német Rádió számára
- Vladimir Horowitz felvétele az 1952-es Carnegie Hall-beli hangversenyről RCA Victor Szimfonikus Zenekar és  Reiner Frigyes közreműködésével.
- Wilhelm Kempff Paul van Kempen vezényletével 1953-ban, Ferdinand Leitner szereplésével 1961-ben vette fel a művet.
- Rudolf Serkin 3 felvétele ismert: 1953-ban Philadelphia Zenekar Ormándy Jenő vezényletével, 1962-ben a New York-i Filharmonikus Zenekart Leonard Bernstein irányította, 1981-ben a Bostoni Szimfonikus Zenekar karmestere Ozava Szeidzsi volt.
- Leonard Bernstein 1989 szeptemberében, röviddel halála előtt koncerten játszotta felvételre a művet a Bécsi Filharmonikusokat Krystian Zimerman vezényelte.
- Leon Fleisher Beethoven összes zongoraversenyét felvette a Cleveland Zenekarral és Széll György vezényletével 1959 és 1961 között.
- Claudio Arrau 4 alkalommal készített felvételt: Alceo Gallieraval 1958 -ban, Bernard Haitink vezényletével 1964-ben, kétszer Sir Colin Davis volt a karmester  Royal Concertgebouw Zenekara, majd a Drezdai Állami Opera Zenekara élén.
- Glenn Gould felvétele Leopold Stokowski közreműködésével készült.
- Maurizio Pollini kétszer vette lemezre a művet: először Karl Böhm volt a karmester a Bécsi Filharmonikusok élén, majd Claudio Abbado vezényelte a Berlini Filharmonikusokat.
- Alfred Brendel pályafutása során az összes Beethoven zongoraversenyt három alkalommal vette fel.
- Murray Perahia Mind az 5 zongoraversenyt a Royal Concertgebouw Zenekarával Bernard Haitink vezényletével vette fel 1988-ban.
- Shoko Sugitani lemeze a  Berlini Szimfonikus Zenekarral Gerard Oskamp vezényletével 2000-ben jelent meg.
- Walter Gieseking:Háborús idők Német rádió felvételei, Music & Arts Programs of America, Inc. CD-815, 1994.